# Asim Ferhatović
Asim Ferhatović genannt Hase (* 24. Januar 1933 in Sarajevo; † 25. Januar 1987 ebenda) war ein jugoslawischer Fußballspieler. 

## Karriere

### Verein
1948 trat er der Jugendabteilung vom FK Sarajevo bei. Mit 17 Jahren schaffte er den Sprung in die A-Mannschaft. In der Spielzeit 1963/64 wurde er mit 19 Toren Torschützenkönig der jugoslawischen Liga und in der Spielzeit 1966/67 jugoslawischer Meister mit FK Sarajevo, wodurch sich der FK Sarajevo erstmals und bis heute einmalig für die Teilnahme am Europapokal der Landesmeister qualifizierte.
Ferhatovićs Rücktritt unmittelbar nach der Meisterschaft schockierte trotz seines bereits hohen Alters die Fußballgemeinde in ganz Sarajevo. Am darauf folgenden Tag titelten die lokalen Zeitungen ihm zu Ehren: Jedan je Hase (es gibt nur einen Hase).
Ferhatović wurde mehrmals zum besten Spieler Bosniens und Jugoslawiens gewählt.  Für den FK Sarajevo absolvierte er 602 Spiele und schoss 478 Tore. Seine ganze Karriere lang trug er die Nummer "9".

### Nationalmannschaft
Für die jugoslawische Fußballnationalmannschaft spielte er das einzige Mal am 8. Oktober 1961 in Belgrad gegen Südkorea.

## Tod
Einen Tag nach seinem 54. Geburtstag starb Asim Ferhatović an einem Herzinfarkt.

## Trivia
- Die bekannte Musikband Zabranjeno pušenje (Rauchen verboten) widmete dem Stürmer das Lied Nedelja, kad je otišao Hase („Der Sonntag, an dem Hase ging“).
- Das Olympiastadion in Sarajevo, eine Fußballschule und eine Straße in Sarajevo wurden nach ihm benannt.

## Erfolge
Mit Fenerbahçe Istanbul
- Türkischer Meister: 1963/64

Mit FK Sarajevo
- Jugoslawischer Meister: 1966/67

Individuell
- Torschützenkönig der 1. jugoslawische Fußballliga: 1963/64